# Корей
Коре́й (или Ко́рах; ивр. קֹרַח‎) — персонаж книги Чисел (Чис. 16:1-40) из колена левитов, правнук Левия; один из руководителей неудавшегося бунта против Аарона и Моисея.
Многократно упоминается в Библии, где он описан как богач, недовольный правлением Моисея и священством Аарона. Вместе со своими последователями — Дотаном и Авираном — сошёл живым в преисподнюю со своим имуществом. Сыновья Корея (1Пар. 9:19) не умерли, хотя сыны Корея, упомянутые в числе авторов книги Псалмов, скорее всего, другие люди.

## В Коране
Персонаж под именем Карун.